# Bonnyannella
Bonnyannella is een geslacht van kreeftachtigen uit de klasse van de Ostracoda (mosselkreeftjes).

## Soorten
- Bonnyannella macchesneyi (Brady & Crosskey, 1871) Athersuch & Horne, 1984 †
- Bonnyannella robertsoni (Brady, 1868)